# XII. bataljon (Slovensko domobranstvo)
XII. bataljon je bil bataljon, ki je deloval v sestavi Slovenskega domobranstva med drugo svetovno vojno.

## Zgodovina
Bataljon je bil ustanovljen 2. aprila 1945 v Kočevju.

## Poveljstvo
Poveljniki
- stotnik Miloš Šabić

## Sestava
- štab
- 1. četa (61. četa)
- 2. četa (72. četa)
- pionirski vod
- nemška četa